# Angelovi slapovi
Angelovi slapovi (špa. Salto Ángel, Pemon jezik: Kerepakupai Vena, što znači vodopad od najdubljih mjesta, ili Parakupá Vena, što znači pada s najviše točke) je vodopad u Venezueli.
To je najviši svjetski vodopad koji pada s visine od 979 metara u ponor dubok 807 metra. Vodopad pada s Auyán-tepui planine koja se nalazi Nacionalnom parku Canaima u Venezueli.
Slap vodom hrani rijeku Kerep koja utječe u rijeku Churun, pritok Carraoa.

## Otkriće
Slap je sasvim slučajno otkrio američki pilot Jimmy Angel. Godine 1935. Angel je pretraživao golemo venezuelansko visočje Auyán-tepui (Đavolje planine), u nakani da pronađe rijeku. Stari tragač za zlatom govorio mu je nekoliko godina prije o toj rijeci i o vrtoglavoj količini zlata koju sadrži. Nakon što je ugledao slapove vratio se u Caracas zainteresirao je svojom pričom dvojicu istraživača, Gustava Henryja i Felixa Cardonu, te se ponudio da ih odvede onamo sa svojim dvokrilcom. Za vrijeme slijetanja sletjeli su na tresetište te se iz toga nisu mogli izvući. No, iako je prašuma bila neprohodna, uspjeli su doći do svog kampa ispod planine.